# Liste der Kulturdenkmale in Schellerhau
Die Liste der Kulturdenkmale in Schellerhau enthält die Kulturdenkmale im Altenberger Ortsteil Schellerhau. Die Anmerkungen sind zu beachten.
Diese Liste ist eine Teilliste der Liste der Kulturdenkmale in Altenberg. 

Diese Liste ist eine Teilliste der Liste der Kulturdenkmale in Sachsen.

## Legende
- Bild: Bild des Kulturdenkmals, ggf. zusätzlich mit einem Link zu weiteren Fotos des Kulturdenkmals im Medienarchiv Wikimedia Commons. Wenn man auf das Kamerasymbol klickt, können Fotos zu Kulturdenkmalen aus dieser Liste hochgeladen werden:
- Bezeichnung: Denkmalgeschützte Objekte und ggf. Bauwerksname des Kulturdenkmals
- Lage: Straßenname und Hausnummer oder Flurstücknummer des Kulturdenkmals. Die Grundsortierung der Liste erfolgt nach dieser Adresse. Der Link (Karte) führt zu verschiedenen Kartendiensten mit der Position des Kulturdenkmals. Fehlt dieser Link, wurden die Koordinaten noch nicht eingetragen. Sind diese bekannt, können sie über ein Tool mit einer Kartenansicht einfach nachgetragen werden. In dieser Kartenansicht sind Kulturdenkmale ohne Koordinaten mit einem roten bzw. orangen Marker dargestellt und können durch Verschieben auf die richtige Position in der Karte mit Koordinaten versehen werden. Kulturdenkmale ohne Bild sind an einem blauen bzw. roten Marker erkennbar.
- Datierung: Baubeginn, Fertigstellung, Datum der Erstnennung oder grobe zeitliche Einordnung entsprechend des Eintrags in der sächsischen Denkmaldatenbank
- Beschreibung: Kurzcharakteristik des Kulturdenkmals entsprechend des Eintrags in der sächsischen Denkmaldatenbank, ggf. ergänzt durch die dort nur selten veröffentlichten Erfassungstexte oder zusätzliche Informationen
- ID: Vom Landesamt für Denkmalpflege Sachsen vergebene, das Kulturdenkmal eindeutig identifizierende Objekt-Nummer. Der Link führt zum PDF-Denkmaldokument des Landesamtes für Denkmalpflege Sachsen. Bei ehemaligen Kulturdenkmalen können die Objektnummern unbekannt sein und deshalb fehlen bzw. die Links von aus der Datenbank entfernten Objektnummern ins Leere führen. Ein ggf. vorhandenes Icon  führt zu den Angaben des Kulturdenkmals bei Wikidata.

## Schellerhau
| Bild                                    | Bezeichnung                                                  | Lage                         | Datierung                | Beschreibung | ID       |
| --------------------------------------- | ------------------------------------------------------------ | ---------------------------- | ------------------------ | --- | -------- |
|                                         | Gedenkstein                                                  | (Karte)                      | bez. 1880                | Gedenkstein zur Erinnerung an Prof. Dr. Julius Lehmann († 12. Januar 1894) in Waldbärenburg, ortsgeschichtlich von Bedeutung, aus Granit, restauriert 2013. | 09277865 |
| Weitere Bilder                          | Dorfkirche Schellerhau mit Kirchhof und Einfriedung          | (Karte)                      | 1591–1593                | Kirche mit Kirchhof und Einfriedung, außen daran OdF-Denkmal – baugeschichtliche und ortsgeschichtliche Bedeutung. Saalkirche mit 3/8-Chorschluss und Westturm, Satteldach mit altdeutscher Schieferdeckung, innen reiche bäuerliche Ausmalung, Einfriedung mit drei schmiedeeisernen Toren, Bruchsteinmauerwerk mit Sandsteinabdeckung. Kriegerdenkmal Erster Weltkrieg: 2 m hohe Sandsteinstele in Form eines Eisernen Kreuzes, mit Schwert-Relief und Inschrift. | 09277828 |
| Direkt Bild zu diesem Denkmal hochladen | Wohnstallhaus                                                | Hauptstraße 3 (Karte)        | um 1700                  | Obergeschoss Fachwerk, mit integriertem Scheunenteil, baugeschichtliche Bedeutung. Erdgeschoss massiv, Sandsteingewände, Fenster Obergeschoss in originaler Größe, Satteldach, Ladedachhaus, altdeutsche Schieferdeckung | 09277847 |
| Direkt Bild zu diesem Denkmal hochladen | Wohnstallhaus und Seitengebäude                              | Hauptstraße 8 (Karte)        | wahrscheinlich vor 1800  | Obergeschoss Fachwerk, u. a. baugeschichtliche Bedeutung. Erdgeschoss massiv, verändert, Fenster Obergeschoss in originaler Größe, Satteldach mit Schieferdeckung, überdimensionierter neuer Eingangsvorbau, Seitengebäude: Holzkonstruktion verbrettert, Fenster mit Sprossung, Satteldach | 09277843 |
| Direkt Bild zu diesem Denkmal hochladen | Wohnhaus                                                     | Hauptstraße 16 (Karte)       | 1. Hälfte 19. Jh.        | Obergeschoss Fachwerk, baugeschichtliche Bedeutung. Erdgeschoss massiv, Fenster Obergeschoss in originaler Größe, Satteldach, eine Schleppgaupe | 09277842 |
| Direkt Bild zu diesem Denkmal hochladen | Wohnhaus                                                     | Hauptstraße 21 (Karte)       | Ende 19. Jh.             | Obergeschoss Fachwerk, baugeschichtliche Bedeutung. Erdgeschoss massiv, Sandsteingewände, Kastenfenster mit originaler Sprossung, Wetterhäuschen, eine Giebelseite Sichtfachwerk, zum Teil Schlagläden, Satteldach, Beispiel der späten standardisierten Holzbauweise | 09277841 |
| Direkt Bild zu diesem Denkmal hochladen | Wohnstallhaus                                                | Hauptstraße 23 (Karte)       | um 1800                  | Obergeschoss Fachwerk, regionaltypische Holzbauweise, baugeschichtlich von Bedeutung. Erdgeschoss massiv, erheblich verändert, Fenster Obergeschoss in originaler Größe, mit Sprossung, Giebel verschindelt, Satteldach mit Schieferdeckung, später angefügter Anbau | 09277840 |
| Direkt Bild zu diesem Denkmal hochladen | Wohnstallhaus, Stall und Scheune eines Dreiseithofes         | Hauptstraße 24 (Karte)       | vor 1750                 | in der Struktur erhalten, baugeschichtlich von Bedeutung. Wohnstallhaus: Erdgeschoss massiv, Sandstein-Fenstergewände, Wetterhäuschen, Obergeschoss Fachwerk, Fenster Obergeschoss in originaler Größe, Satteldach mit altdeutscher Schieferdeckung, Stall mit Ausgedinge: Erdgeschoss massiv, Obergeschoss Fachwerk, Fenster in originaler Größe, Satteldach, Scheune: Holzkonstruktion, verbrettert, Satteldach                                                   | 09277839 |
| Direkt Bild zu diesem Denkmal hochladen | Gasthaus Polderhof                                           | Hauptstraße 32 (Karte)       | bez. 1905                | Gasthaus; Obergeschoss mit Verbretterung, Bauweise von Schweizerstil geprägt, baugeschichtlich von Bedeutung, tourismushistorisch von Interesse. Massivbau, Erdgeschoss Sandstein-Fenstergewände, Obergeschoss im ländlichen Stil verbrettert, niedriger Dachreiter mit Zeltdach, drei stehende Gaupen, flaches Satteldach, Schieferdeckung | 09277835 |
| Direkt Bild zu diesem Denkmal hochladen | Wohnstallhaus, Scheune und Sandsteintrog eines Zweiseithofes | Hauptstraße 37 (Karte)       | 18. Jh.                  | Wohnstallhaus Obergeschoss Fachwerk, u. a. baugeschichtliche Bedeutung Erdgeschoss massiv, Sandsteingewände, Wetterhäuschen, Fenster Obergeschoss mit originaler Sprossung, Giebelseite Sichtfachwerk, Satteldach, altdeutsche Schieferdeckung, Scheune: Holzkonstruktion, verbrettert, Satteldach mit Schieferdeckung | 09277836 |
| Direkt Bild zu diesem Denkmal hochladen | Wohnstallhaus                                                | Hauptstraße 51 (Karte)       | 1. Hälfte 19. Jh.        | Obergeschoss Fachwerk, trotz Glättung noch baugeschichtlich von Bedeutung. Erdgeschoss massiv, Bruchstein, Sandstein-Fenstergewände, störender Eingangsvorbau, Obergeschoss Fachwerk mit Fußständern, aufgebrettert, Fenster Obergeschoss in originaler Größe, Satteldach, altdeutsche Schieferdeckung, eine Fledermausgaupe, zwei liegende Dachfenster. | 09277834 |
| Direkt Bild zu diesem Denkmal hochladen | Wohnstallhaus (ohne Scheunenanbau)                           | Hauptstraße 55 (Karte)       | um 1800                  | Obergeschoss Fachwerk, baugeschichtlich von Bedeutung. Erdgeschoss massiv, Fenster Obergeschoss in originaler Größe, Satteldach | 09277833 |
| Direkt Bild zu diesem Denkmal hochladen | Wohnstallhaus und Scheune eines Zweiseithofes                | Hauptstraße 75 (Karte)       | nach 1800                | Wohnstallhaus Fachwerk, baugeschichtlich und ortsbildprägend von Bedeutung. Wohnstallhaus: Hakengrundriss, Erdgeschoss massiv, Fenster Obergeschoss in originaler Größe, Satteldach, Scheune: Holzkonstruktion verbrettert, Satteldach | 09277830 |
| Direkt Bild zu diesem Denkmal hochladen | Ehemalige Schule                                             | Hauptstraße 82 (Karte)       | 1. Hälfte 19. Jh.        | Ehemalige Schule; ortshistorische Relevanz. Erdgeschoss massiv, Obergeschoss teils längs- teils querverbrettert, Krüppelwalmdach | 09275296 |
| Direkt Bild zu diesem Denkmal hochladen | Ehemaliges Wohnstallhaus                                     | Hauptstraße 100 (Karte)      | um 1820                  | Obergeschoss Fachwerk, regionaltypische Holzbauweise, baugeschichtlich von Bedeutung. Erdgeschoss massiv, Sandsteingewände, Eingangsvorbauten, Fenster Obergeschoss in originaler Größe, Fachwerk mit Fußstreben, Satteldach mit Schieferdeckung, drei Schleppgaupen, Giebel verbrettert | 09277821 |
| Direkt Bild zu diesem Denkmal hochladen | Wohnstallhaus                                                | Hauptstraße 106 (Karte)      | 1. H. 19. Jh.            | Obergeschoss Fachwerk verbrettert, baugeschichtlich und straßenbildprägend von Bedeutung Erdgeschoss massiv, Sandsteingewände, Obergeschoss-Fenster vielleicht etwas vergrößert, Satteldach, altdeutsche Schieferdeckung, an der Rückseite zwei große liegende Fenster | 09277822 |
| Direkt Bild zu diesem Denkmal hochladen | Wohnhaus im Heimatstil                                       | Landweg 5 (Karte)            | 1930er Jahre             | Wohnhaus im Heimatstil, Ausstellungsarchitektur, Umgebinde-Zitat, baugeschichtliche Bedeutung. Untergeschoss Bruchsteinsockel, originale Haustür, Umgebinde umlaufend, Kastenfenster mit originaler sechsfeldriger Sprossung, Blockstuben unverschalt, Satteldach mit Aufschieblingen, vier stehende Gaupen. | 09277838 |
| Direkt Bild zu diesem Denkmal hochladen | Wohnstallhaus                                                | Mathäusweg 1 (Karte)         | 18. Jh.                  | Obergeschoss Fachwerk, regionaltypische Holzbauweise, baugeschichtlich von Bedeutung. Erdgeschoss massiv, Fenster Obergeschoss in originaler Größe, Giebelseiten verschalt, Satteldach, eine stehende Gaupe | 09277829 |
| Direkt Bild zu diesem Denkmal hochladen | Wohnstallhaus und Seitengebäude eines Dreiseithofes          | Mathäusweg 5; 6 (Karte)      | 1. Hälfte 19. Jh.,       | beide Gebäude Obergeschoss Fachwerk, baugeschichtliche Bedeutung. Wohnstallhaus: Erdgeschoss massiv, hölzerner Vorbau, Kastenfenster, Fenster in originaler Größe, Satteldach. Stall: Erdgeschoss massiv, geglättet, Vorbau, Fachwerk zum Teil verschalt, Obergeschoss zu Wohnzwecken genutzt, Kastenfenster, Satteldach, drei liegende Dachfenster, drittes Gebäude erneuert, ursprünglich Schmiede.                                                               | 09277845 |
| Direkt Bild zu diesem Denkmal hochladen | Wohnhaus                                                     | Mathäusweg 8 (Karte)         | 1. Hälfte 19. Jh.        | Obergeschoss Fachwerk, baugeschichtliche Bedeutung. Erdgeschoss massiv, verändert, Eingangsvorbau, Fenster Obergeschoss in originaler Größe, Satteldach | 09277844 |
| Direkt Bild zu diesem Denkmal hochladen | Wohnstallhaus                                                | Mathäusweg 13 (Karte)        | vor 1800                 | Obergeschoss Fachwerk, regionaltypische Holzbauweise, baugeschichtlich von Bedeutung. Erdgeschoss massiv, Eingangsvorbau, Doppelfenster, Satteldach, überwiegend verschiefert | 09277827 |
| Direkt Bild zu diesem Denkmal hochladen | Wohnstallhaus und Nebengebäude                               | Mathäusweg 16 (Karte)        | 1. H. 19. Jh.            | Wohnhaus Obergeschoss Fachwerk, weitgehend in der Konstruktion erhaltenes Gebäude einer Aussiedlung, baugeschichtlich von Bedeutung. Erdgeschoss massiv, Obergeschoss Fachwerk, verschindelt, zum Teil verschalt, Satteldach mit Schieferdeckung, Nebengebäude Holzkonstruktion, verbrettert, Satteldach | 09277823 |
| Direkt Bild zu diesem Denkmal hochladen | Wohnstallhaus                                                | Mathäusweg 18 (Karte)        | vor 1750                 | Obergeschoss Fachwerk, Strukturbestandteil der Aussiedlung, baugeschichtlich von Bedeutung. Erdgeschoss massiv, Fenster Obergeschoss in originaler Größe, Satteldach | 09277824 |
|                                         | Wohnstallhaus                                                | Mathäusweg 26 (Karte)        | 19. Jh., womöglich älter | Obergeschoss Fachwerk, regionaltypische Holzbauweise, baugeschichtlich und ortsgeschichtlich von Bedeutung. Erdgeschoss massiv, später angefügte Eingangsvorbauten, Fenster Obergeschoss in originaler Größe, Satteldach, eine breite Schleppgaupe | 09277825 |
| Weitere Bilder                          | Putzmühle                                                    | Pöbeltalstraße 8 (Karte)     | nach 1800                | Wohnmühlenhaus und Reste des Wasserbaues; Wohnhaus Obergeschoss Fachwerk, baugeschichtlich und ortsgeschichtlich von Bedeutung. Erdgeschoss massiv, Sandstein-Fenstergewände, Fenster Obergeschoss in originaler Größe, ohne Sprossung, Obergeschoss verbrettert, Giebel desgleichen, steiles Krüppelwalmdach mit Schleppgaupe, Reste des Wasserbaues erhalten. | 09278090 |
| Direkt Bild zu diesem Denkmal hochladen | Gedenkstein                                                  | Schellermühlenweg (Karte)    | bez. 1859                | mit Mühlenemblem und Inschriften, ortsgeschichtlich von Bedeutung | 09277831 |
|                                         | Schellermühle                                                | Schellermühlenweg 15 (Karte) | 1826, Kern evtl. älter   | Wohnstallhaus; Obergeschoss Fachwerk, baugeschichtlich und ortsgeschichtlich von Bedeutung. Erdgeschoss massiv, hölzerner Eingangsvorbau, südl. Obergeschoss Giebelseite ausgemauert, Fenster Obergeschoss in originaler Größe, Sprossung, Fachwerk mit unregelmäßigen Ständern, Giebel verschindelt, Satteldach mit Schieferdeckung, lange Schleppgaupe. | 09277832 |

## Ausführliche Denkmaltexte
1. ↑  
Kirchhof – Einfriedung: Einfriedungsmauer aus Bruchsteinmauerwerk mit Abdeckplatten aus Sandstein, drei Pforten mit je zwei schmiedeeisernen Flügeln (im Westen, an der NW-Ecke und im Süden).
Kirche: Die Forstmeister ließen sich in der Kirche begraben.
Hinter dem Altar befindet sich ein Epitaph für vier Kinder eines Landjägermeisters, die kurz hintereinander starben.
Im Altarraum steht ein Beichtstuhl mit Bemalung. Auf ihr sind Förster und Forstschreiber abgebildet:
1. „Johann George Vogt. Churf. S. förster zu behrenf.“
2. „Samuel Baldauf. Churf. S. Forst Schreiber zu begrenz“
3. ein knieender Forstmann, der betet „Gott sey mir Sünder gnädig“, „Sey getrost mein Sohn, deine Sünden sind dir vergeben.“, „C.R.V.C.CFSG.F.U.W.M.“ (Carl Rudolf von Carlowitz, Churfürstlich Sächsischer Ober Forst Und Wild Meister). Er gab das Geld für die Ausgestaltung der Kirche 1681–1684.